# Дмитриева, Галина Леонидовна
Гали́на Леони́довна Дми́триева (урожд. Москинская; 1954, Горький — февраль 2006, Муром, Россия) — советская шашистка, четырёхкратная чемпионка СССР по русским шашкам 1979, 1980, 1983 и 1989 годов. Мастер спорта СССР (1976 год), гроссмейстер (1991 год). Тренировалась у Юрия Лебедева и Юрия Кузюкова.
В 1972 году победила в чемпионате СССР среди девушек. Была замужем за мастером спорта по шашкам Валерием Дмитриевым.